# 遠藤武勝
遠藤 武勝（えんどう たけかつ、1898年（明治31年）3月12日 - 1988年（昭和63年）11月13日）は、日本の陸軍軍人。最終階級は陸軍主計少将。

## 経歴
鳥取県出身。鳥取中学校（鳥取県立鳥取西高等学校）を卒業し、1920年（大正9年）5月、陸軍経理学校（14期）を卒業。同年12月、三等主計に任官し歩兵第8連隊付となる。1922年（大正11年）10月、第19師団経理部員に就任し、歩兵第47連隊付を経て、1929年（昭和4年）5月、経理学校高等科（甲種1期）を優等で卒業し、さらに員外学生として東京帝国大学経済学部に派遣され1929年4月から1932年（昭和7年）3月まで聴講した。この間、1930年（昭和5年）3月、一等主計に昇進。
1932年4月、歩兵第1連隊付となり、経理学校教官、兼参謀本部付を務め、1935年（昭和10年）8月、三等主計正に昇進。1936年（昭和11年）8月、陸軍省経理局課員兼陸軍被服本廠員となり、1937年（昭和12年）2月、主計少佐に、1938年（昭和13年）7月、主計中佐にそれぞれ進んだ。1940年（昭和15年）3月、参謀本部付兼大本営付となり、1941年（昭和16年）3月、経理局主計課長に就任。同年8月、主計大佐に昇進した。1945年（昭和20年）3月から4月まで、経理局監査課長を兼務した。
1945年6月、主計少将に進級。同年12月、予備役に編入され第一復員省経理部付となる。1946年（昭和21年）6月、復員庁経理部長、1948年（昭和23年）1月、厚生省復員局経理部長を歴任し、同年5月に退官した。